# Thọ Lập
Thọ Lập là một xã thuộc huyện Thọ Xuân, tỉnh Thanh Hóa, Việt Nam.
Xã Thọ Lập có diện tích 7,25 km², dân số năm 1999 là 6262 người, mật độ dân số đạt 864 người/km².
Xã Thọ lập có hành Yên Trường ở thôn 2 Yên Trường Thọ.Lập